# سعدان باتاسي
السعدان الباتاسي (الاسم العلمي:Erythrocebus) هو جنس من الحيوانات يتبع فصيلة السعادين العالم القديم من رتبة الرئيسيات.

## أنواع
يضم هذا الجنس نوع وحيد هو:
- سعدان الباتاس (الاسم العلمي:Erythrocebus patas)